# 4776 Luyi
4776 Luyi este un asteroid din centura principală, descoperit pe 3 noiembrie 1975 de Harvard Observatory.